# 雨のバラード
「雨のバラード」（あめのバラード）は、スウィング・ウエスト並びに湯原昌幸の楽曲。作詞：こうじはるか、作曲：植田嘉靖。

## 解説
- 元々は湯原昌幸が、かつてスウィング・ウエストのメンバーだった1968年5月10日、「幻の乙女」のB面として発売されていた（梁瀬トオルと湯原のツインボーカル）。その後、ジャケットを差し替え両A面として再発。
- それから2年後の1970年にスウィング・ウエストが解散。湯原はソロ歌手となり、1971年4月に自身2枚目のシングルとして発売、同曲をリメイクする。
- シングル発売から5か月経過後の9月に、湯原自身初のオリコンチャートベスト10位以内にランクイン。1971年10月18日付でついに自身初の1位（3週連続）を獲得。オリコン上でのシングル売上数は61.9万枚[1]、累計では120万枚[2]を記録し、湯原自身最大のヒット曲となった。
- 現在でも湯原の代表曲として、懐メロの音楽番組などで同曲をよく披露している。
- 同名のアルバム『雨のバラード』も発売された。
- 2002年にはシングル「夢なかば」とのカップリングで再録音。

## 収録曲
湯原昌幸盤
- 両楽曲共に、編曲：玉木宏樹

1. 雨のバラード
作詞：こうじはるか／作曲：植田嘉靖
2. 今にわかるわ
作詞：佐藤由紀／作曲：加藤秀男

スウィング・ウエスト盤
1. 幻の乙女
作詞：なかにし礼／作曲・編曲：鈴木邦彦
2. 雨のバラード
作詞：こうじはるか／作曲・編曲：植田嘉靖

## カバー
- 尾崎紀世彦（1971年のアルバム『尾崎紀世彦アルバムNo.4』『GOLDEN☆BEST 尾崎紀世彦』収録）- 湯原とはスウィング・ウエスト時代からの友人。
- 佐藤竹善（2002年のシングル「生まれ来る子供たちのために」収録。）
- 奥村チヨ（2010年のアルバム『チヨの甘いお話』収録[3]。）
- 吉幾三（2019年のアルバム『あの頃の青春を詩う vol.4 グループサウンズ編』収録。）